# Света Богородица (Дреново)
„Света Богородица“ (на македонска литературна норма: „Света Богородица“) е българска средновековна православна църква в кавадарското село Дреново, югоизточната част на Северна Македония. Част е от Повардарската епархия на Македонската православна църква. Храмът е разположен в южната част на Дреново и от него се разкрива панорама към Църна и Стоби.

## История и архитектура
Църквата е ценен архитектурен паметник от първата половина на XIV век. В миналото църквата се е именувала „Свети Димитър“. Според старо предание, тя е построена едновременно с църквата на Полошкия манастир от двама братя. Църквата в Дреново вероятно е същата, спомената в първата грамота на Йоан и Константин Драгаш, вероятно от 1374 г., която Константин бил отнел от властелите си Яковец и Драгослав и дарил на манастира „Свети Пантелеймон“. Изписана е в 1356 година от зографа Димитър.
Въпросите за времето на издигане, архитектурния вид и живописта са все още нерешени. Причина за това е, че очевидно църквата е била дълго време запусната през османския период. Днешният изглед на църквата е безкуполна трикорабна базилика с двускатен покрив, без остатъци от живопис, но за първоначалния ѝ вид Димче Коцо смята, че е комбинация от куполна трикорабна базилика и кръстообразна църква от стеснен тип, с купол над наоса и нартекса, и със засведени странични кораби. Като архитектурен тип е била свързана със „Света София“ в Солун с разликата, че при дреновската църква не само централният дял е кръстообразен, но и западният. Куполът над нартекса е със същата големина като централния, но не е доказано дали има барабан. При граденето на църквата са използвани антични колони с базите, под които има плочи с гръцки надписи. Предполага са, че са от град Стоби.
От старата църква са запазени южната и източната страна с трите апсиди. Южната фасада е разчленена с два хоризонтални реда от слепи аркади в чиито полета в горния пояс са разположени малки вертикални прозорци. Вертикализмът е изразен и във вертикалните пиластри, разделящи южната фазада и във високите апсиди. Около прозорците на източната фасада има декорация от тухли, която хоризонтално ги свързва във формата на меандър.
Смята се, че в началото на XIX век църквата е обновена и добива днешния си вид. Поправките тогава обхващат северния и западния зид на църквата, тавана на галерията и средната колона в нартекса.
Във вътрешността на църквата няма никакви остатъци от стенописите на зограф Димитър, споменат в надписа над тясната входна врата. Зографът може би е същият Димитър, изработил живописта на западния дял на църквата в манастира Зързе, чийто подпис е открит при чистене на стенописите в 1936 и 1964 година.